# Kostelec nad Černými Lesy
Kostelec nad Černými Lesy är en stad i Tjeckien.   Den ligger i regionen Mellersta Böhmen, i den centrala delen av landet, 30 km öster om huvudstaden Prag. Kostelec nad Černými Lesy ligger 398 meter över havet och antalet invånare är 3 264.
Terrängen runt Kostelec nad Černými Lesy är lite kuperad. Runt Kostelec nad Černými Lesy är det ganska glesbefolkat, med 27 invånare per kvadratkilometer. Närmaste större samhälle är Říčany, 14,6 km väster om Kostelec nad Černými Lesy. Trakten runt Kostelec nad Černými Lesy består till största delen av jordbruksmark.